# Dværgsiv
Dværgsiv (Juncus pygmaeus) er en art af siv, der er hjemmehørende i Vesteuropa og ved Middelhavet. Nordgrænsen går fra De britiske Øer til Danmark. Den er et-årig, 2 til 10 centimeter høj, og vokser på fugtig sandbund i f.eks. klitlavninger og hjulspor. Bestanden i Danmark er i tilbagegang, og findes nu kun i Nordvestjylland.